# Werner Herzog (Skirennläufer)
Werner Herzog (* 3. Jänner 1962 in Maria Alm) ist ein ehemaliger österreichischer Skirennläufer. Er gewann drei Rennen im Europacup und wurde 1988 Profi-Weltmeister.

## Karriere
Nach Erfolgen im Nachwuchsbereich wurde Herzog in den Kader des Österreichischen Skiverbandes (ÖSV) aufgenommen, doch schon 1978 stand seine Karriere kurz vor dem Ende, als der damals 16-Jährige in der Europacup-Abfahrt von Artesina einen fünffachen Unterschenkelbruch erlitt. Herzog konnte nach mehrmonatiger Verletzungspause im nächsten Winter wieder an Rennen teilnehmen und belegte bei den Junioreneuropameisterschaften 1979 in Achenkirch den achten Platz in der Abfahrt. In den nächsten Jahren konzentrierte sich der Salzburger verstärkt auf die technischen Disziplinen Slalom und Riesenslalom. Er gewann in den Jahren 1983 und 1984 insgesamt drei Rennen im Europacup (zwei Riesenslaloms und eine Kombination) und erreichte im Gesamteuropacup der Saison 1983/1984 den siebten Platz. Ab dem Winter 1981/1982 kam Herzog auch zu mehreren Einsätzen im Weltcup, bei denen er allerdings ohne Punkte blieb.
Nach einem Kreuzbandriss im Jahr 1985 verlor Herzog seine ÖSV-Kaderzugehörigkeit. Er wechselte von den Amateuren zu den Profis und nahm ab Herbst 1986 an Rennen der amerikanischen Profirennserie teil. Er war von Beginn an erfolgreich, gewann bereits in seinem ersten Winter mehrere Rennen, erzielte bei den Weltmeisterschaften 1987 den zweiten Platz im Slalom und wurde im selben Jahr als Rookie of the Year ausgezeichnet. Seinen größten Erfolg auf der Profitour feierte Herzog Anfang April 1988, als er in Aspen Profi-Weltmeister im Riesenslalom wurde. Am selben Tag wurde in Österreich sein Sohn Alexander geboren, der ebenfalls Skirennläufer war und bis 2011 dem B-Kader des ÖSV angehörte. In der Gesamtwertung der Profitour kam Herzog 1988 mit Preisgeldern von über 70.000 US-Dollar auf den dritten Platz. Nach zwei weiteren Saisonen auf der Profitour, in denen er vorwiegend Rennen in Japan bestritt und einige Siege feierte, beendete er seine Karriere als Skirennläufer. Später begann Herzog mit dem Golfsport. Er wurde Golftrainer und gewann 2005 die Ski & Golf-Weltmeisterschaft.

## Erfolge

### Profitour
- Weltmeister im Riesenslalom 1988
- Dritter Gesamtrang in der Profitour 1987/1988

### Europacup
- Saison 1983/84: 7. Gesamtwertung
- 4 Podestplätze, davon 3 Siege:

| Saison    | Ort     | Land        | Disziplin    |
| --------- | ------- | ----------- | ------------ |
| 1982/1983 | Villach | Österreich  | Riesenslalom |
| 1982/1983 | Tržič   | Jugoslawien | Riesenslalom |
| 1983/1984 | Tarvis  | Italien     | Kombination  |

### Junioreneuropameisterschaften
- Achenkirch 1979: 8. Abfahrt